# 리 에번스 (희극인)
리 에번스(Lee Evans, 1964년 2월 25일 ~ )는 잉글랜드의 희극인이자 배우이다.

## 출연 작품
- 두갈 : 마법의 회전목마 (2005)
- 프리즈 프레임 (2004)
- 바컴스 (2003)
- 메달리온 (2003)
- 플롯 위드 어 뷰 (2002)
- 다이노토피아 (2002)
- 마틴스 (2001)
- 레이디스 맨 (2000)
- 메리에겐 뭔가 특별한 것이 있다 (1998)
- 마우스 헌트 (1997)
- 제5원소 (1997) - 포그(fog) 역
- 진실과 코미디 (1995)